# هو هان‌مین

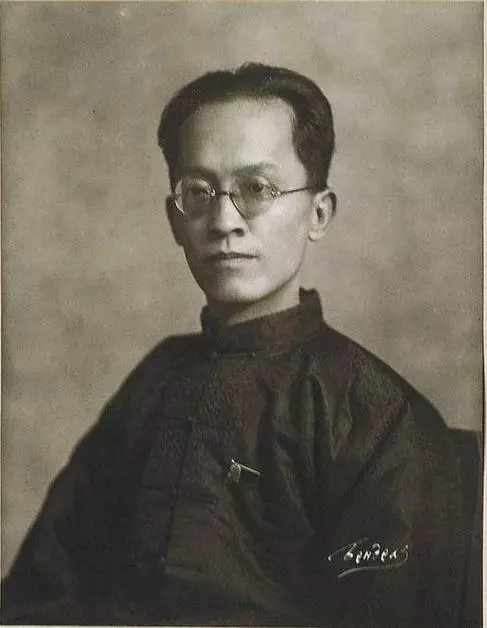
هو هان‌مین

هو هان‌مین (انگلیسی: Hu Hanmin)، زاده‌ی ۹ دسامبر ۱۸۷۹ در گوانگ‌دونگ، چین، یکی از نخستین رهبران جناح راست محافظه‌کار کومین‌تانگ، در طول انقلاب چین، بود. او در ۱۲ مه ۱۹۳۶ درگذشت.